# Championnats du Chili de cyclo-cross
Les championnats du Chili de cyclo-cross sont des compétitions de cyclo-cross organisées annuellement afin de décerner les titres de champion du Chili de cyclo-cross.

## Palmarès masculin

### Élites
| Année | Vainqueur                        | Deuxième                  | Troisième               |
| ----- | -------------------------------- | ------------------------- | ----------------------- |
| 2016  | Rodrigo Salazar                  | Sebastian Roman           | Patricio Farias         |
| 2018  | Rodrigo Salazar                  | Ignacio Gallo             | Andro Moraga            |
| 2019  | Ignacio Gallo Florido            | Andro Moraga              | Bashir Antton Lama Mena |
| 2021  | Ignacio Gallo Florido            | Patricio Campbell Vilches | Sebastian Roman Rakos   |
| 2022  | Patricio Campbell Vilches        | Sebastian Roman Rakos     | Sebastián Gesche Antona |
| 2023  | Patricio Campbell Vilches        | Sebastian Roman Rakos     | Rene Muñoz Perez        |
| 2024  | Patricio Maximiliano Farias Diaz | Patricio Campbell Vilches | Juan Agloni Percheron   |

### Espoirs (U23)
| Année | Vainqueur              | Deuxième            | Troisième                 |
| ----- | ---------------------- | ------------------- | ------------------------- |
| 2016  | Marcelo Munoz          | Hernan Gauna Huerta |                           |
| 2021  | Lucas Grosserman       |                     |                           |
| 2023  | Juan Moya Poblete      | Mathias Belmar Rios | Franco Astudillo Curaqueo |
| 2024  | Benjamin Cornejo Reyes | Juan Moya Poblete   | Mathias Belmar Rios       |

### Juniors (U19)
| Année | Vainqueur                     | Deuxième                  | Troisième             |
| ----- | ----------------------------- | ------------------------- | --------------------- |
| 2016  | Santiago Guglielmetti         | Joaquim Guglielmetti      |                       |
| 2019  | Bastian Villagra Fuenzalida   | Pol Anton Marti Richmague |                       |
| 2021  | Juan Moya                     |                           |                       |
| 2022  | Raimundo Carvajal Oliva       |                           |                       |
| 2023  | Maximiliano San Martin Cartes | Martin Palacios Lavin     | Diego Queupan Illanes |
| 2024  | Luciano Quinones Gatta        |                           |                       |

## Palmarès féminin

### Élites
| Année | Vainqueur                      | Deuxième               | Troisième             |
| ----- | ------------------------------ | ---------------------- | --------------------- |
| 2016  | Valentina Monsalve             | Daniela Rojas Meneses  | Monica Munoz          |
| 2018  | Francesca Flores               | Haidee Saez            | Daniela Rojas Meneses |
| 2019  | Maria Fernanda Castro Gonzalez | Evelyn Muñoz Jaramillo |                       |
| 2021  | Nadia Vásquez Sanchez          |                        |                       |
| 2022  | Evelyn Muñoz Jaramillo         | Daniela Rojas Meneses  | Katia Hörmann Ripoll  |
| 2023  | Daniela Rojas Meneses          | Nicole Iturra Godoy    |                       |
| 2024  | Maria Fernanda Castro Gonzalez | Katia Hormann Ripoll   |                       |

### Juniors
| Année | Vainqueur                | Deuxième              | Troisième            |
| ----- | ------------------------ | --------------------- | -------------------- |
| 2023  | Ivonne Risco Narvaez     | Sofia Aravena Herrera | Sayen Llaupe Alcaman |
| 2024  | Florencia Monsalvez Rojo |                       |                      |